# Europawahl in Deutschland 2009
- Linke: 8
- SPD: 23
- Grüne: 14
- FDP: 12
- CDU: 34
- CSU: 8

- GUE/NGL: 8
- SPE: 23
- G/EFA: 14
- ALDE: 12
- EVP: 42

Muster des Wahlzettels aus Berlin

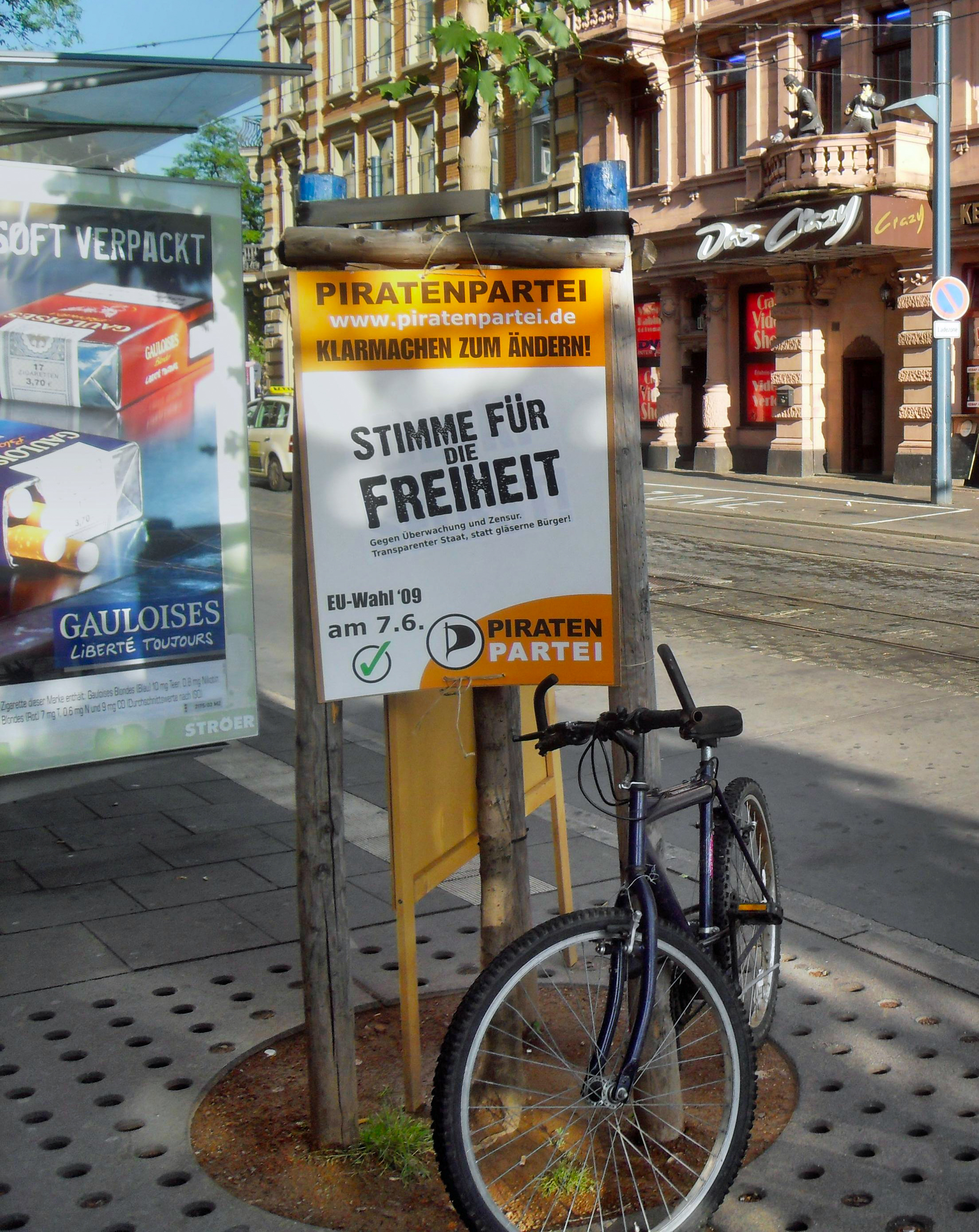
Nach der Europawahl 2009 erfuhr die Piratenpartei Deutschland einen sehr starken Zuwachs an Mitgliedern: Hier ein Plakat der Piratenpartei Deutschland zur Europawahl 2009 in Mainz-Altstadt zur Informationsfreiheit und „gegen Überwachung und Zensur“.

Die Europawahl in Deutschland 2009 fand am 7. Juni 2009 statt. Sie wurde im Zuge der EU-weit stattfindenden Europawahl 2009 durchgeführt, wobei in Deutschland 99 der 736 Sitze im Europäischen Parlament vergeben wurden. Neben den sechs bereits im Europäischen Parlament vertretenen Parteien (SPD, CDU, CSU, Bündnis 90/Die Grünen, FDP und Die Linke) traten bei der Wahl noch 26 weitere Parteien und Sonstige Politische Vereinigungen an. Die Wahllokale waren zwischen 8 und 18 Uhr geöffnet.

## Voraussetzungen

### Ergebnisse der Europawahl 2004
Aus der Europawahl 2004 war die CDU als stimmenstärkste Partei hervorgegangen, zusammen mit der CSU hatte sie 44,5 % der Stimmen und 49 der 99 deutschen Mandate erzielt. Die SPD verlor dagegen stark und kam nur auf 23 Mandate (21,5 % der Stimmen). Drittstärkste Partei waren die Grünen mit 13 Mandaten (11,9 %), gefolgt von PDS (Vorgängerpartei der Linken) und FDP mit je 7 Mandaten (6,1 %). Da die Wahlbeteiligung bei Europawahlen traditionell eher niedrig ist, können die teilweise deutlichen Abweichungen von den Ergebnissen auf nationaler Ebene (etwa bei Bundestagswahlen) unter anderem der jeweiligen Bedeutung zugerechnet werden, die die Wählerklientel verschiedener Parteien Europawahlen allgemein zuschreiben.

### Politisches Vorfeld der Wahl 2009 in Deutschland
Die Europawahl 2009 fiel in Deutschland in den Vorwahlkampf für die Bundestagswahl 2009. Sie wurde daher häufig auch als „Testwahl“ für diese angesehen, bei der sich die verschiedenen Parteien erstmals positionieren und beispielsweise die Resonanz auf bestimmte Wahlkampfthemen erproben konnten.
In den Medien war die Europawahl jedoch zunächst im Vergleich mit anderen Ereignissen, etwa der Wahl des Bundespräsidenten am 23. Mai 2009, eher wenig präsent; auch der Wahlkampf der Parteien fiel eher unspektakulär aus. Aufmerksamkeit fand eine Kampagne der SPD, in der diese mit Slogans wie Finanzhaie würden FDP wählen oder Heiße Luft würde Die Linke wählen andere Parteien direkt angriff. Auch wenn es einige historische Vorbilder gibt (etwa die Rote-Socken-Kampagne der CDU 1994), ist diese Form des Negativwahlkampfs sonst bei Wahlen in Deutschland eher unüblich.

## Wahlsystem
Rechtsgrundlage für die Europawahl in Deutschland ist das Europawahlgesetz, das in vielen Bereichen auf das Bundeswahlgesetz verweist. Die Wahl ist eine Verhältniswahl, das heißt, jede Partei bekommt Sitze entsprechend ihrem Anteil an den bundesweit abgegebenen gültigen Stimmen zugeteilt. Dabei wurden jedoch nur Parteien berücksichtigt, die bundesweit mindestens fünf Prozent der gültigen Stimmen erreichten. (Die Fünf-Prozent-Hürde wurde 2011 im Nachhinein für verfassungswidrig erklärt, dies führte aber nicht zu einer Neuverteilung der Sitze. Die Europawahl 2014 fand in Deutschland ohne Sperrklausel statt.)
Anders als bei der Bundestagswahl hat der Wähler bei der Europawahl nur eine Stimme, mit der er eine Partei oder sonstige politische Vereinigung wählen kann. Die meisten Parteien traten mit bundesweiten Wahllisten an, lediglich CDU und CSU stellten Landeslisten. Dabei waren die 15 Landeslisten der CDU miteinander verbunden, das heißt, die erzielten Stimmen wurden für die Gesamtsitzzahl der CDU addiert und diese Sitze anschließend auf die einzelnen Listen weiterverteilt. Die CSU trat lediglich in Bayern an, für die Überwindung der Fünf-Prozent-Hürde zählte jedoch ihr bundesweiter Stimmenanteil, sie musste daher 33,4 % der bayrischen Stimmen erringen, mit 48,1 % gelang ihr der Einzug. Bei gleicher Wahlbeteiligung in Bayern und im übrigen Deutschland wie jeweils zur Europawahl 2004 wären noch rund 36 % der bayrischen Stimmen nötig gewesen, da die Wahlbeteiligung in Bayern 2004 einiges unter dem Bundesdurchschnitt lag.
Die Sitzverteilung erfolgte 2009 nicht mehr nach dem Hare/Niemeyer-Verfahren, sondern erstmals nach dem Sainte-Laguë-Verfahren. Die Wahllisten waren geschlossen; das heißt, die auf die Wahlvorschläge entfallenden Sitze wurden genau in der auf der Liste festgelegten Reihenfolge besetzt. Der Wähler konnte (anders als beispielsweise bei einigen Kommunalwahlen) nicht die Reihenfolge verändern.
Aktiv und passiv wahlberechtigt waren in Deutschland all jene Unionsbürger, die spätestens am Wahltag das 18. Lebensjahr vollendet haben und über die deutsche Staatsbürgerschaft oder einen Wohnsitz in Deutschland verfügen. Deutsche Staatsbürger, die im EU-Ausland leben, sowie EU-Ausländer, die in Deutschland leben, mussten entscheiden, ob sie in ihrem Heimatland oder im Land ihres Wohnsitzes wählen wollten. EU-Ausländer, die in Deutschland wählen wollten, mussten sich hierzu vorab in das Wahlregister eintragen lassen.

## Parteien
Insgesamt traten bei der Europawahl 32 Parteien und sonstige politische Vereinigungen an, davon 30 mit bundesweiten Listen und zwei – die beiden Unionsparteien – mit Landeslisten. Acht weitere Parteien hatten bundesweite Listen eingereicht, wurden aber nicht vom Bundeswahlausschuss zugelassen.
Die Reihenfolge der Parteien auf den Stimmzetteln war je nach Bundesland verschieden: Sie richtete sich nach der Zahl der Stimmen, die von der jeweiligen Partei bei der letzten Europawahl im jeweiligen Bundesland erzielt wurden. Anschließend wurden die neu teilnehmenden Parteien und politischen Vereinigungen in alphabetischer Reihenfolge aufgeführt.
| Liste | Liste                                              | Europapartei | Erstplatzierter in der Liste |
| ----- | -------------------------------------------------- | ------------ | ---------------------------- |
|       | Christlich Demokratische Union Deutschlands        | EVP          | Joachim Zeller               |
|       | Sozialdemokratische Partei Deutschlands            | SPE          | Martin Schulz                |
|       | Bündnis 90/Die Grünen                              | EGP          | Rebecca Harms                |
|       | Christlich-Soziale Union in Bayern                 | EVP          | Markus Ferber                |
|       | Die Linke                                          | EL           | Lothar Bisky                 |
|       | Freie Demokratische Partei                         | ELDR         | Silvana Koch-Mehrin          |
|       | Die Republikaner                                   | –            | Ursula Winkelsett            |
|       | Partei Mensch Umwelt Tierschutz                    | –            | Stefan Bernhard Eck          |
|       | Familien-Partei Deutschlands                       | –            | Arne Gericke                 |
|       | Ökologisch-Demokratische Partei                    | –            | Klaus Buchner                |
|       | Feministische Partei Die Frauen                    | –            | Sabine Maria Scherbaum       |
|       | Ab jetzt…Bündnis für Deutschland                   | –            | Helmut Fleck                 |
|       | Partei Bibeltreuer Christen                        | ECPM         | Gerhard Heinzmann            |
|       | Christliche Mitte                                  | –            | Adelgunde Mertensacker       |
|       | Aufbruch für Bürgerrechte, Freiheit und Gesundheit | –            | Hans-Christoph Scheiner      |
|       | Deutsche Kommunistische Partei                     | EL           | Leonhard Mayer               |
|       | Bayernpartei                                       | EFA          | Florian Weber                |
|       | Sozialistische Gleichheitspartei                   | –            | Ulrich Rippert               |
|       | Bürgerrechtsbewegung Solidarität                   | –            | Helga Zepp-LaRouche          |
|       | 50Plus                                             | –            | Friedrich Keinemann          |
|       | AUF – Partei für Arbeit, Umwelt und Familie        | ECPM         | Dieter Alfred Burr           |
|       | Deutsche Volksunion                                | –            | Liane Hesselbarth            |
|       | Die Grauen – Generationspartei                     | –            | Norbert Michael Raeder       |
|       | Die Violetten – für spirituelle Politik            | –            | Klaus Lipinski               |
|       | Europa – Demokratie – Esperanto                    | EDE          | Reinhard Selten              |
|       | Freie Bürger-Initiative                            | –            | Dirk Tegethof                |
|       | Freie Wähler                                       | –            | Gabriele Maud Pauli          |
|       | Für Volksentscheide                                | –            | Norbert Hense                |
|       | Newropeans                                         | –            | Margit Reiser-Schober        |
|       | Piratenpartei Deutschland                          | –            | Andreas Popp                 |
|       | Rentner Partei Deutschland                         | –            | Peter Seybold                |
|       | Rentnerinnen- und Rentner-Partei                   | –            | Klaus Glahn                  |

## Umfragen
Vor dem Wahltag erhoben Meinungsforschungsinstitute repräsentative Wahlumfragen:
| Institut                | Datum      | CDU  | CSU  | SPD  | GRÜNE | FDP  | LINKE | Sonstige |
| ----------------------- | ---------- | ---- | ---- | ---- | ----- | ---- | ----- | -------- |
| Forschungsgruppe Wahlen | 29.05.2009 | 39 % | 39 % | 25 % | 10 %  | 10 % | 8 %   | 8 %      |
| Infratest dimap         | 28.05.2009 | 33 % | 6 %  | 26 % | 12 %  | 9 %  | 7 %   | 7 %      |
| Infratest dimap         | 07.05.2009 | 31 % | 6 %  | 28 % | 12 %  | 10 % | 8 %   | 5 %      |
| GESS                    | 22.04.2009 | 39 % | 39 % | 27 % | 13 %  | 10 % | 6 %   | 5 %      |
| Infratest dimap         | 03.04.2009 | 30 % | 6 %  | 28 % | 13 %  | 10 % | 8 %   | 5 %      |

## Ergebnis

Stimmenstärkste Partei in den Landkreisen

Wahlbeteiligung in den Landkreisen

### Listen
| Listen                   | Listen                                                        | Stimmen    | %    | Mandate | +/- |
| ------------------------ | ------------------------------------------------------------- | ---------- | ---- | ------- | --- |
|                          | Christlich Demokratische Union Deutschlands (CDU)             | 8.071.391  | 30,7 | 34      | –6  |
|                          | Sozialdemokratische Partei Deutschlands (SPD)                 | 5.472.566  | 20,8 | 23      | ±0  |
|                          | Bündnis 90/Die Grünen (GRÜNE)                                 | 3.194.509  | 12,1 | 14      | +1  |
|                          | Freie Demokratische Partei (FDP)                              | 2.888.084  | 11,0 | 12      | +5  |
|                          | Die Linke (DIE LINKE)                                         | 1.969.239  | 7,5  | 8       | +1  |
|                          | Christlich-Soziale Union in Bayern (CSU)                      | 1.896.762  | 7,2  | 8       | –1  |
|                          | Freie Wähler (FW FREIE WÄHLER)                                | 442.579    | 1,7  | –       | Neu |
|                          | Die Republikaner (REP)                                        | 347.887    | 1,3  | –       | ±0  |
|                          | Partei Mensch Umwelt Tierschutz (Die Tierschutzpartei)        | 289.694    | 1,1  | –       | ±0  |
|                          | Familien-Partei Deutschlands (FAMILIE)                        | 252.121    | 1,0  | –       | ±0  |
|                          | Piratenpartei Deutschland (PIRATEN)                           | 229.464    | 0,9  | –       | Neu |
|                          | Rentner Partei Deutschland (RENTNER)                          | 212.501    | 0,8  | –       | Neu |
|                          | Ökologisch-Demokratische Partei (ödp)                         | 134.893    | 0,5  | –       | ±0  |
|                          | Deutsche Volksunion (DVU)                                     | 111.695    | 0,4  | –       | Neu |
|                          | Rentnerinnen- und Rentner-Partei (RRP)                        | 102.174    | 0,4  | –       | Neu |
|                          | Feministische Partei Die Frauen (DIE FRAUEN)                  | 86.663     | 0,3  | –       | ±0  |
|                          | Partei Bibeltreuer Christen (PBC)                             | 80.688     | 0,3  | –       | ±0  |
|                          | Ab jetzt…Bündnis für Deutschland (Volksabstimmung)            | 69.656     | 0,3  | –       | ±0  |
|                          | 50Plus                                                        | 68.578     | 0,3  | –       | Neu |
|                          | Die Grauen – Generationspartei (DIE GRAUEN)                   | 57.775     | 0,2  | –       | Neu |
|                          | Bayernpartei (BP)                                             | 55.779     | 0,2  | –       | ±0  |
|                          | Die Violetten – für spirituelle Politik (DIE VIOLETTEN)       | 46.355     | 0,2  | –       | Neu |
|                          | Für Volksentscheide (VOLKSENTSCHEIDE)                         | 39.996     | 0,2  | –       | Neu |
|                          | Christliche Mitte (CM)                                        | 39.953     | 0,2  | –       | ±0  |
|                          | AUF – Partei für Arbeit, Umwelt und Familie (AUF)             | 37.894     | 0,1  | –       | Neu |
|                          | Aufbruch für Bürgerrechte, Freiheit und Gesundheit (AUFBRUCH) | 31.013     | 0,1  | –       | ±0  |
|                          | Freie Bürger-Initiative (FBI)                                 | 30.885     | 0,1  | –       | Neu |
|                          | Deutsche Kommunistische Partei (DKP)                          | 25.615     | 0,1  | –       | ±0  |
|                          | Newropeans                                                    | 14.708     | 0,1  | –       | Neu |
|                          | Europa – Demokratie – Esperanto (EDE)                         | 11.772     | 0,0  | –       | Neu |
|                          | Bürgerrechtsbewegung Solidarität (BüSo)                       | 10.909     | 0,0  | –       | ±0  |
|                          | Sozialistische Gleichheitspartei (PSG)                        | 9.646      | 0,0  | –       | ±0  |
| Gesamt                   | Gesamt                                                        | 26.333.444 | 100  | 99      | –   |
|                          |                                                               |            |      |         |     |
| Ungültige Stimmen        | Ungültige Stimmen                                             | 590.170    | 2,2  |         |     |
| Wähler                   | Wähler                                                        | 26.923.614 | 43,3 |         |     |
| Wahlberechtigte          | Wahlberechtigte                                               | 62.222.873 |      |         |     |
|                          |                                                               |            |      |         |     |
| Quelle: Bundeswahlleiter |                                                               |            |      |         |     |

Damit zogen, wie bei der Europawahl 2004, die CDU bzw. CSU, SPD, Bündnis 90/Die Grünen, FDP und Die Linke ins Europaparlament ein.

### Fraktionen im Europäischen Parlament
| Fraktion | Fraktion                                                     | Mandate | Partei                             | Partei                                      | Mandate |
| -------- | ------------------------------------------------------------ | ------- | ---------------------------------- | ------------------------------------------- | ------- |
|          | Fraktion der Europäischen Volkspartei                        | 42 / 99 |                                    | Christlich Demokratische Union Deutschlands | 34 / 99 |
|          | Fraktion der Europäischen Volkspartei                        | 42 / 99 | Christlich-Soziale Union in Bayern | 8 / 99                                      |         |
|          | Fraktion der Sozialdemokratischen Partei Europas             | 23 / 99 |                                    | Sozialdemokratische Partei Deutschlands     | 23 / 99 |
|          | Die Grünen/Europäische Freie Allianz                         | 14 / 99 |                                    | Bündnis 90/Die Grünen                       | 14 / 99 |
|          | Fraktion der Allianz der Liberalen und Demokraten für Europa | 12 / 99 |                                    | Freie Demokratische Partei                  | 12 / 99 |
|          | Die Linke im Europäischen Parlament – GUE/NGL                | 8 / 99  |                                    | Die Linke                                   | 8 / 99  |

### Statistik
| Listen          | Listen                                                        | Stimmen    | Stimmen    | Stimmen    |
| Listen          | Listen                                                        | 2009       | 2004       | +/-        |
| --------------- | ------------------------------------------------------------- | ---------- | ---------- | ---------- |
|                 | Christlich Demokratische Union Deutschlands (CDU)             | 8.071.391  | 9.412.997  | −1.341.606 |
|                 | Sozialdemokratische Partei Deutschlands (SPD)                 | 5.472.566  | 5.547.971  | −75.405    |
|                 | Bündnis 90/Die Grünen (GRÜNE)                                 | 3.194.509  | 3.079.728  | 114.781    |
|                 | Freie Demokratische Partei (FDP)                              | 2.888.084  | 1.565.431  | 1.322.653  |
|                 | Die Linke (DIE LINKE)                                         | 1.969.239  | 1.579.109  | 390.130    |
|                 | Christlich-Soziale Union in Bayern (CSU)                      | 1.896.762  | 2.063.900  | −167.138   |
|                 | Freie Wähler (FW FREIE WÄHLER)                                | 442.579    | –          | 442.579    |
|                 | Die Republikaner (REP)                                        | 347.887    | 485.662    | −137.775   |
|                 | Partei Mensch Umwelt Tierschutz (Die Tierschutzpartei)        | 289.694    | 331.388    | −41.694    |
|                 | Familien-Partei Deutschlands (FAMILIE)                        | 252.121    | 268.468    | −16.347    |
|                 | Piratenpartei Deutschland (PIRATEN)                           | 229.464    | –          | 229.464    |
|                 | Rentner Partei Deutschland (RENTNER)                          | 212.501    | –          | 212.501    |
|                 | Ökologisch-Demokratische Partei (ödp)                         | 134.893    | 145.537    | −10.644    |
|                 | Deutsche Volksunion (DVU)                                     | 111.695    | –          | 111.695    |
|                 | Rentnerinnen- und Rentner-Partei (RRP)                        | 102.174    | –          | 102.174    |
|                 | Feministische Partei Die Frauen (DIE FRAUEN)                  | 86.663     | 145.312    | −58.649    |
|                 | Partei Bibeltreuer Christen (PBC)                             | 80.688     | 98.651     | −17.963    |
|                 | Ab jetzt…Bündnis für Deutschland (Volksabstimmung)            | 69.656     | 135.015    | −65.359    |
|                 | 50Plus                                                        | 68.578     | –          | 68.578     |
|                 | Die Grauen – Generationspartei (DIE GRAUEN)                   | 57.775     | –          | 57.775     |
|                 | Bayernpartei (BP)                                             | 55.779     | 35.152     | 20.627     |
|                 | Die Violetten – für spirituelle Politik (DIE VIOLETTEN)       | 46.355     | –          | 46.355     |
|                 | Für Volksentscheide (VOLKSENTSCHEIDE)                         | 39.996     | –          | 39.996     |
|                 | Christliche Mitte (CM)                                        | 39.953     | 46.037     | −6.084     |
|                 | AUF – Partei für Arbeit, Umwelt und Familie (AUF)             | 37.894     | –          | 37.894     |
|                 | Aufbruch für Bürgerrechte, Freiheit und Gesundheit (AUFBRUCH) | 31.013     | 43.128     | −12.115    |
|                 | Freie Bürger-Initiative (FBI)                                 | 30.885     | –          | 30.885     |
|                 | Deutsche Kommunistische Partei (DKP)                          | 25.615     | 37.160     | −11.545    |
|                 | Newropeans                                                    | 14.708     | –          | 14.708     |
|                 | Europa – Demokratie – Esperanto (EDE)                         | 11.772     | –          | 11.772     |
|                 | Bürgerrechtsbewegung Solidarität (BüSo)                       | 10.909     | 21.983     | −11.074    |
|                 | Sozialistische Gleichheitspartei (PSG)                        | 9.646      | 25.795     | −16.149    |
|                 | Sonstige                                                      | –          | 715.254    | −715.254   |
| Gesamt          | Gesamt                                                        | 26.333.444 | 25.783.678 | 549.766    |
| Wähler          | Wähler                                                        | 26.923.614 | 26.523.104 | 400.510    |
| Wahlberechtigte | Wahlberechtigte                                               | 62.222.873 | 61.682.394 | 540.479    |

### Gewählte Abgeordnete
Die gewählten Abgeordneten aus Deutschland finden sich in der Liste der Mitglieder des 7. Europäischen Parlamentes (sortierbare Gesamtübersicht).

### Regionale Unterschiede
| Europawahl in den alten Ländern und West-Berlin 2009Wahlbeteiligung: 43,5 % (+ 0,2 %) %403020100 39,621,913,211,53,91,81,26,8 UnionSPDGrüneFDPLinkeFWREPSonst.Gewinne und Verlusteim Vergleich zu %p 6 4 2 0 −2 −4 −6 −8−7,3−1,0± 0,0+5,1+2,2+1,8−0,6−0,3UnionSPDGrüneFDPLinkeFWREPSonst. | Europawahl in den neuen Ländern und Ost-Berlin 2009Wahlbeteiligung: 42,1 % (– 0,1 %) %403020100 30,223,215,98,47,31,81,112,1 CDULinkeSPDFDPGrüneREPFWSonst.Gewinne und Verlusteim Vergleich zu %p 4 2 0 −2 −4−4,0−2,0+0,3+3,7+0,7−0,4+1,1+0,5CDULinkeSPDFDPGrüneREPFWSonst. |

### Stimmenanteil der Parteien nach Landkreisen
Die folgenden Karten zeigen, mit welchem Ergebnis die gezeigten Parteien in den einzelnen Landkreisen abgeschnitten haben.

CDU/CSU
SPD
Grüne
FDP
Linke
Freie Wähler
Republikaner
Tierschutzpartei
Familien-Partei
Piratenpartei
Rentner Partei
ÖDP
DVU

## Stimmen zum Wahlausgang
Während der Verlust von über 6 Prozentpunkten für die Union bereits erwartet wurde, traf das im Vergleich zur Europawahl 2004 nochmals verschlechterte SPD-Wahlergebnis die Sozialdemokraten überraschend. Angesichts der prognostizierten schweren Unions-Verluste und deutlichen SPD-Gewinne in den Vorwahlumfragen hatte der damalige SPD-Vorsitzende Franz Müntefering im Vorfeld noch über den wohl krachend absackenden schwarzen CDU/CSU-Balken während der ersten Gewinn-/Verlust-Prognosegrafiken bei ARD und ZDF gewitzelt.

## Wahlprüfung
Gegen die Gültigkeit der Wahl wurden 54 Einsprüche beim Deutschen Bundestag eingelegt. Darunter befanden sich zehn Einsprüche, die die Verfassungswidrigkeit der Fünf-Prozent-Klausel rügten.
Gegen die Zurückweisung dieser Einsprüche durch den Bundestag am 8. Juli 2010 wurden mehrere Wahlprüfungsbeschwerden beim Bundesverfassungsgericht erhoben. Einer der Beschwerdeführer war der Staatsrechtler Hans Herbert von Arnim. Seiner Ansicht nach müsste die Fünf-Prozent-Klausel wegfallen, da sie das Ergebnis ohne einen triftigen Grund verzerre. Acht Abgeordnete – je zwei von CDU, SPD und Grünen, je einer von CSU und FDP – hätten daher ihr Abgeordnetenmandat zu Unrecht inne. Für sie würden acht Vertreter kleinerer Parteien, etwa der Freien Wähler, der Tierschutzpartei und der ÖDP nachrücken. Dabei beruft sich Arnim auf das Lissabon-Urteil des Bundesverfassungsgerichts, aus dem sich ergebe, dass die Fünf-Prozent-Klausel, wie sie bei Bundestagswahlen gilt, bei Europawahlen nicht zu rechtfertigen sei. Die von Arnim erhobene Wahlprüfungsbeschwerde unterstützten per Beitrittserklärung 500 Bürger, darunter 30 Verfassungsjuristen.
Das Bundesverfassungsgericht verhandelte zu drei der Wahlprüfungsbeschwerden am 3. Mai 2011 mündlich, die Verkündung des Urteils erfolgte am 9. November 2011. Danach ist die Fünf-Prozent-Sperrkausel in Deutschland verfassungswidrig, was aber keine nachträgliche Änderung der 2009 ermittelten Sitzverteilung zur Folge hatte und somit erst bei der Europawahl 2014 zum Tragen kam.
Die folgende Tabelle zeigt die Änderung der Sitzverteilung, die durch den Wegfall der Sperrklausel entstanden wäre.
| Partei              | Stimmenanteil | Sitze (mit Sperrklausel) | Sitze (ohne Sperrklausel) | Differenz |
| ------------------- | ------------- | ------------------------ | ------------------------- | --------- |
| CDU                 | 30,7 %        | 34                       | 32                        | −2        |
| SPD                 | 20,8 %        | 23                       | 21                        | −2        |
| GRÜNE               | 12,1 %        | 14                       | 12                        | −2        |
| FDP                 | 11,0 %        | 12                       | 11                        | −1        |
| DIE LINKE           | 7,5 %         | 8                        | 8                         | 0         |
| CSU                 | 7,2 %         | 8                        | 7                         | −1        |
| FREIE WÄHLER        | 1,7 %         | 0                        | 2                         | +2        |
| REP                 | 1,3 %         | 0                        | 1                         | +1        |
| Tierschutzpartei    | 1,1 %         | 0                        | 1                         | +1        |
| FAMILIE             | 1,0 %         | 0                        | 1                         | +1        |
| PIRATEN             | 0,9 %         | 0                        | 1                         | +1        |
| RENTNER             | 0,8 %         | 0                        | 1                         | +1        |
| ÖDP                 | 0,5 %         | 0                        | 1                         | +1        |
| 19 weitere Parteien | 3,5 %         | 0                        | 0                         | 0         |
| Summe               | 100,0 %       | 99                       | 99                        | 0         |